# Obsonville
Obsonville – miejscowość i gmina we Francji, w regionie Île-de-France, w departamencie Sekwana i Marna.
Według danych na rok 1990 gminę zamieszkiwało 87 osób, a gęstość zaludnienia wynosiła 12 osób/km² (wśród 1287 gmin regionu Île-de-France Obsonville plasuje się na 1058. miejscu pod względem liczby ludności, natomiast pod względem powierzchni na miejscu 534.).